# Tangavelleda tanzanicola
Tangavelleda tanzanicola là một loài bọ cánh cứng trong họ Cerambycidae.